# Artabotrys longistigmatus
Artabotrys longistigmatus är en kirimojaväxtart som beskrevs av Nurainas. Artabotrys longistigmatus ingår i släktet Artabotrys och familjen kirimojaväxter. Inga underarter finns listade i Catalogue of Life.